# Solariola margaritae
Solariola margaritae (лат.) — вид жуков-долгоносиков рода Solariola из подсемейства Entiminae. Назван в честь Margherita (Pogliano) (супруге одного из авторов, Giuseppe Osella), за помощь в полевой работе.

## Распространение
Встречаются в Италии, Калабрия (Aspromonte Mountains, около «Montalto»), на высоте от 600 до 1850 м.

## Описание
Жуки-долгоносики мелкого размера с узким телом, длина от 3,00 до 3,85 мм, ширина надкрылий 1 мм, длина рострума от 0,40 до 0,60 мм, ширина до 0,40 мм. От близких видов отличается крупным узким телом, надкрыльями с мелкими и редкими пунктурами, вытянутым пронотумом, красновато-коричневым оттенком кутикулы. Основная окраска тела коричневая. Усики 11-члениковые булавовидные (булава из трёх сегментов). Глаза редуцированные. Скутеллюм очень мелкий. Коготки лапок одиночные. Встречаются в песчаных почвах. Предположительно ризофаги.

## Таксономия
Впервые был описан в 2019 году итальянскими энтомологами Чезаре Белло (Cesare Bello, Верона, Италия), Джузеппе Озелла (Giuseppe Osella, Верона) и Козимо Бавьера (Cosimo Baviera, Messina University, Мессина). По признаку менее коренастого тела (соотношение длины и ширины надкрылий EL/EW = около 2,00) и отсутствию на пронотуме специализированных щетинок (echinopappolepida) включают в состав видовой группы Solariola paganettii трибы Peritelini (или Otiorhynchini).